# Васьківський Сергій Миколайович
Сергі́й Микола́йович Ваські́вський — майор Збройних сил України.

## З життєпису
Перебував з миротворчою місією в Демократичній Республіці Конго, бортовий перекладач, був в складі екіпажу Мі-24, обстріляного при виконанні завдання.

## Нагороди
- орден «За мужність» ІІІ ступеня (24.08.2014)
- орден Богдана Хмельницького III ступеня (6.10.2014)
- Народний герой України (13.10.2015)